# Châteauneuf-de-Gadagne
Châteauneuf-de-Gadagne este o comună în departamentul Vaucluse din sud-estul Franței. În 2009 avea o populație de 3.249 de locuitori.

## Evoluția populației
| An        | 1975  | 1982  | 1990  | 1999  | 2006  | 2009  |
| --------- | ----- | ----- | ----- | ----- | ----- | ----- |
| Populație | 1.678 | 2.021 | 2.619 | 2.838 | 3.157 | 3.249 |